# ناامچا، موزامبیک
ناامچا (به لاتین: Namaacha) یک منطقهٔ مسکونی در موزامبیک است که در Namaacha District واقع شده‌است.

## خواهرخوانده
شهر سانتا کومبا داو خواهرخواندهٔ ناامچا، موزامبیک هست.